# مارتن غرين (مهندس)
مارتن غرين (بالإنجليزية: Martin Green)‏ هو مهندس أسترالي، ولد في 20 يوليو 1948 في بريزبان في أستراليا.

## وصلات خارجية
- مارتن غرين على موقع مونزينجر (الألمانية)